# چهار مرد عادل (رمان)

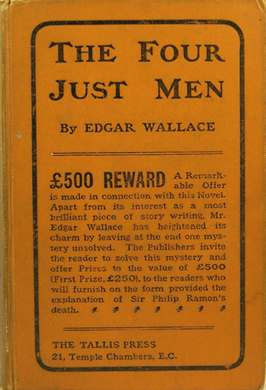
اولین نسخه منتشر شده - ۱۹۰۵

چهار مرد عادل (انگلیسی: The Four Just Men) نام رمانی اثر ادگار والاس است.
این رمان که در سبک دلهره‌آور و هیجانی نوشته شده است در سال ۱۹۰۵ میلادی منتشر شده که درباره چهار شخصیت به نام‌های جورج مانفرد، لئون گونزالس، ریموند پویکارت و تری بوده می‌باشد.